# کاتارینا منتس
کاتارینا منتس (آلمانی: Katharina Menz; ۸ اکتبر ۱۹۹۰) جودوکار زن اهل آلمان بود.